# Speyart van Woerden's Hofje
Het Speyart van Woerden's Hofje is een 19e-eeuws hofje in de Nederlandse stad Utrecht.
Het hofje aan de Kerkstraat is ontstaan na het overlijden in 1874 van Wilhelmina van Linschoten, douairière baron Speyart van Woerden. Uit haar nalatenschap kwam de opdracht met de financiële middelen voort aan de Conferentie van O.L. Vrouw van de Sint-Vincentiusvereniging om dit hofje te laten bouwen. De woningen zouden worden bestemd voor kinderloze weduwen en vrouwen van boven de 50 jaar.
Binnen enkele jaren na haar overlijden zijn de 17 woningen van het hofje gebouwd. De architect A.G. Tollenaar verzorgde het ontwerp. De woningen zijn verdeeld in drie bouwblokken die als geheel in een U-vorm staan. In het midden bevindt zich een omsloten tuin.
Het hofje is tot in de jaren 1970 door de Sint-Vincentiusvereniging beheerd waarna (onder meer) studenten en krakers er huisvesting vonden. In 2001 werd het hofje aangewezen als rijksmonument.